# Articulation fibreuse
Une articulation fibreuse est du point de vue morphologique un type d'articulation dont les os sont unis par du tissu conjonctif fibreux. Du point de vue fonctionnel, une articulation fibreuse peut être une amphiarthrose ou une synarthrose.
Les amphiarthroses de type articulation fibreuse sont :
- les syndesmoses dans lesquelles le tissu fibreux inter-osseux (ou inter-cartilagineux) est très long comme dans la syndesmose radio-ulnaire,
- les gomphoses dans lesquelles les pièces osseuses s'emboitent l'une dans l'autre comme les articulations entre les dents et les alvéoles dentaires.

Les synarthroses de type articulation fibreuse sont :
- les sutures comme entre les os du crâne,
- les schindylèses dans lesquelles les pièces osseuses s'emboitent l'une dans l'autre par un système de rainure comme la jonction entre le vomer et l'os sphénoïde qui est le seul cas dans l'anatomie humaine..